# Morgan Parra
Morgan Parra (15. listopadu 1988, Mety) je bývalý francouzský ragbista, který hrál hlavně jako mlýnová spojka. Je dvojnásobným vítězem francouzské ligy s týmem Clermont (2010 a 2017). V roce 2010 byl zvolen nejlepším hráčem TOP14. Třikrát se stal poraženým finalistou v Evropském poháru mistrů (2013, 2015, 2017). V roce 2019 vyhrál se stejným klubem Vyzývací pohár.
Za Francii odehrál 71 zápasů a připsal si 370 bodů (2008–2019). V roce 2010 se stal vítězem Six Nations. Na tomto turnaji nasbíral 61 bodů. S francouzskou reprezentací získal 2. místo na MS 2011. Kromě úvodního zápasu proti Japonsku byl Parra pokaždé v základní sestavě. Ve finále musel odstoupit kvůli zranění z 12. minuty, když ho v zápalu boje v souboji kolenem do hlavy trefil Richie McCaw. V semifinále proti Walesu proměnil všechny tři trestné kopy, které zahrával a jeho země vyhrála 9:8.
Celou svou hráčskou kariéru strávil ve Francii. V letech 2006 až 2009 byl členem celku Bourgoin, potom hrál do sezony 2021/22 za Clermont a následující sezonu ukončil kariéru v Stade Francais. Následně se stal asistentem trenéra u týmu, kde hrál naposledy.